# 全包緊身衣

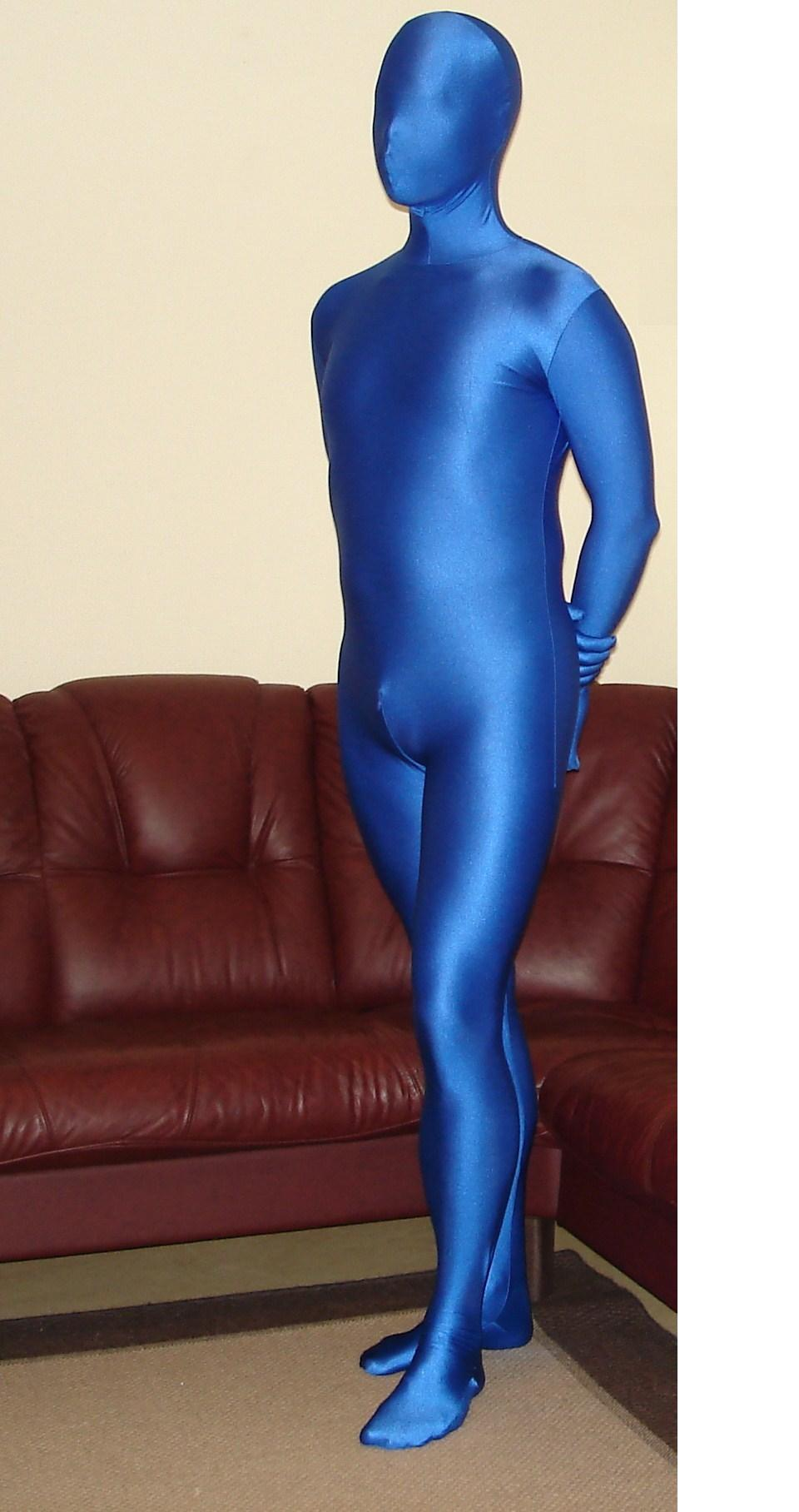
一個正穿著藍色全包緊身衣的穿著者，可見沒有露出任何皮膚的一部份

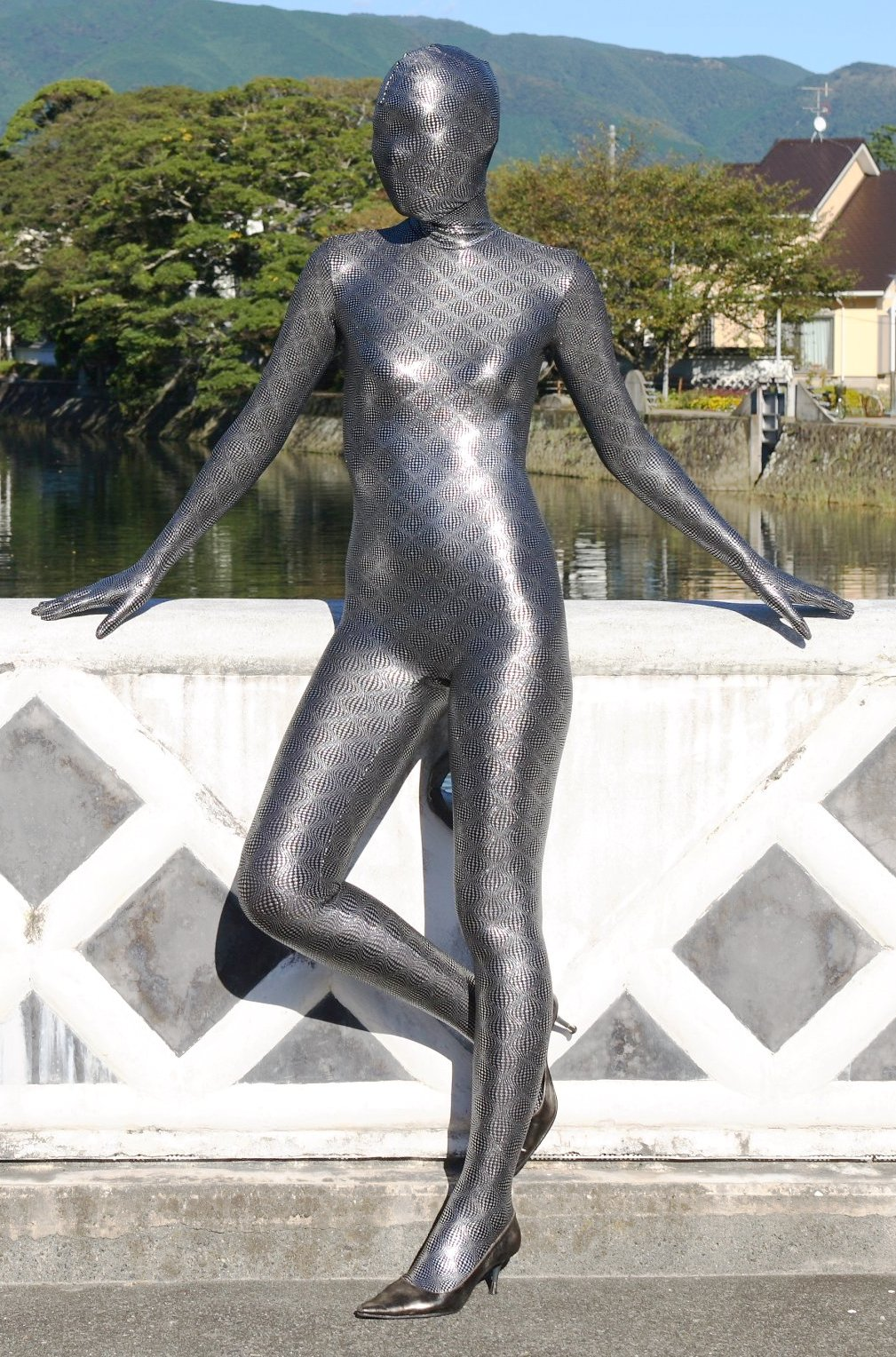
一個正穿著全包緊身衣的穿著者，涵蓋了整個身體

全包緊身衣（日文：ゼンタイ；英語：Zentai）是一款緊身衣的術語，該款衣服涵蓋了整個身體，包括由頭部至腳部。全包緊身衣大多數使用尼龍及氨綸混紡，亦有塗膠的質料製成 。主要用途有演出、攝影、體驗及感受全包緊身衣所帶來的樂趣。

## 穿著方法
大部份全包緊身衣採用背拉鍊式，全包緊身衣穿著者拉開衣物的拉鍊後，將手和腿穿進衣物相應的位置，再將背部的拉鍊拉上至頸部。此後將衣物上的頭套拉上並包裹頭部，把剩下的拉鍊拉好，便能成功穿著。基於全包緊身衣為緊身衣物，穿著者一般不會穿著任何衣物。

## 品牌
一些公司已經試圖創造主流品牌的全包緊身衣，但會將名稱改成更創新及主流的，例如Superfan Suits、Morphsuits、RootSuit等。其中英國起源的Morphsuits品牌成功打入世界市場，2010年1月下旬至10月間，該公司出貨10,000件到加拿大。上述公司亦開始研究出產不同顏色及款色的全包緊身衣。

## 流行文化

### 演出

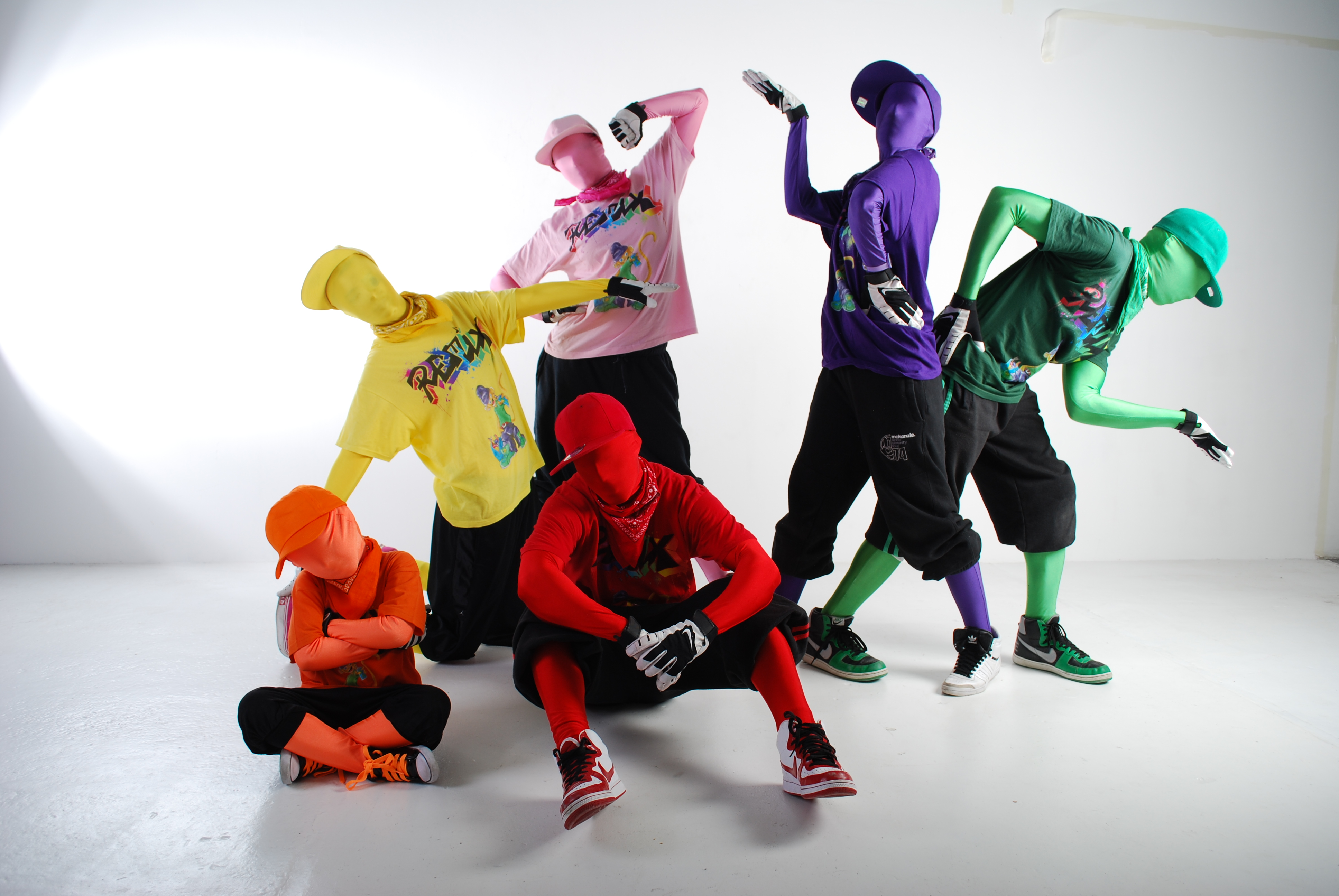
英國一個舞蹈團穿著全包緊身衣演出

全包緊身衣有時候會被用於劇場、電視廣告、電視劇等演出，如蜘蛛人等，因可製造特出的效果。或是在拍攝期間需使用電腦特效時，供替身穿著使用。任何仁是其中一個以全包緊身衣形象示人而知名的吉祥物。

### 攝影

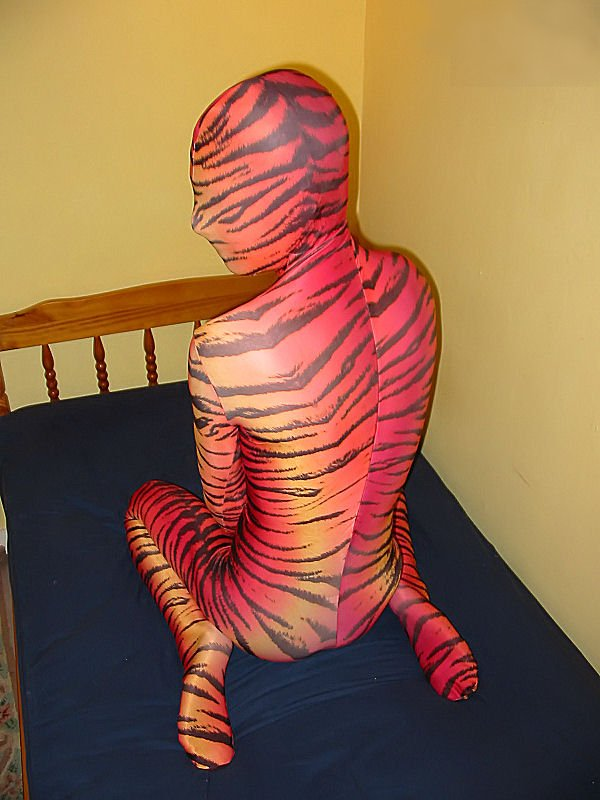
使用全包緊身衣的個人攝影

因穿著全包緊身衣時，會被包裹全部身體部份，可突出身體的曲線或其他特徵，可拍攝幪面的特別照片又顯出身體特徵。

### 感受快感
因全包緊身衣包裹全身所有位置，故部份穿著時會因碰到器官而感到興奮，故會穿著來感受衣物快感。

### 虐待

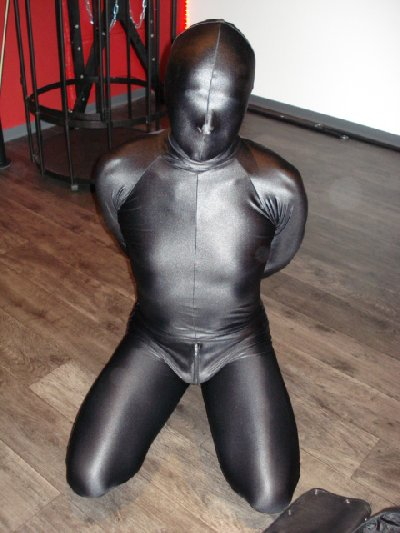
銀色的全包緊身衣

- BDSM

## 規則限制
美國職棒大聯盟已宣佈著上全包緊身衣者不得進入會場或觀賽。

## 註解
1. ↑  Crawford, Ashley. . The Australian. 2 August 2008  [16 January 2011].
2. ↑  . Weblio.   [17 December 2012]. （原始内容存档于2016-11-07）.
3. ↑  . The Japan Times. April 17, 2014  [April 17, 2014]. （原始内容存档于2016-09-11）.
4. ↑  .   [2014-07-30]. （原始内容存档于2016-03-15）.
5. ↑  Bascaramurty, Dakshana. . The Globe and Mail. 28 October 2010  [23 April 2011]. （原始内容存档于2011-08-11）.
6. ↑  . Aniadventure.livejournal.com.   [2012-11-26]. （原始内容存档于2012-04-25）.
7. ↑  . thestar.com. 2011-05-20  [2015-02-02]. （原始内容存档于2020-07-07）.

## 另見
- 緊身衣、緊身連衣褲
- 戀氨綸
- 塔摩利俱乐部 - 2003年，数名全包緊身衣愛好者出演
- PVC 服裝（英语：PVC clothing）
- 戀橡膠與PVC（英语：Rubber and PVC fetishism）